# Drongo malgache
Dicrurus forficatus
Espèce
Statut de conservation UICN

 LC  : Préoccupation mineure
Le Drongo malgache (Dicrurus forficatus), appelé Railovy en malgache, est une espèce de passereau de la famille des Dicruridae.

## Répartition
Cet oiseau vit à Madagascar et aux Comores.

## Habitat
Il habite les forêts humides tropicales et subtropicales en plaine et les forêts et savanes sèches.

## Sous-espèces
Selon Peterson, cet oiseau est représenté par 2 sous-espèces :
- Dicrurus forficatus forficatus (Linnaeus, 1766) — Madagascar et île Sainte-Marie ;
- Dicrurus forficatus potior (Bangs & Penard, 1922) — Anjouan (Comores).